# Schönburger
Schönburger ist eine Rebsorte mit rosafarbenen Beeren. Die 1939 gezüchtete Sorte erbringt blumig-würzig leicht an Traminer erinnernde Weißweine.

## Abstammung
Die beiden Elternteile dieser Kreuzung sind die in Deutschland kaum bekannte Rebe Pirovano 1 – eine Kreuzung zwischen rotem Gutedel (Chasselas rose) und Muscat de Hambourg durch den italienischen Züchter Alberto Piròvano aus dem Jahr 1892 – und der Spätburgunder (Pinot noir). Die neue Züchtung führte Heinrich Birk 1939 an der Forschungsanstalt Geisenheim im Rheingau durch. 1979 erlangte diese Rebe Sortenschutz und wurde ein Jahr später in die Sortenliste eingetragen. Die ursprünglich geplante Bezeichnung Rosa Muskat wurde vom Bundessortenamt verworfen. Die Angaben des Züchters zu den Kreuzungseltern der Sorte Schönburger konnten inzwischen durch DNA-Analysen bestätigt werden.
Unterhalb der Schönburg in Oberwesel findet man die Weinrebe im Weinberg des Weingutes Persch. Mit dem Namen Schönburger wollte Heinrich Birk exemplarisch darauf aufmerksam machen, dass der Wein im Dreieck zwischen Mittelrhein, Nahe, Pfalz und Rheinhessen zu Hause sein möge. 2007 waren in Lagen dieses Bereichs etwa 21 ha mit dieser Rebe bestockt.

## Ampelographische Sortenmerkmale
In der Ampelographie wird der Habitus folgendermaßen beschrieben:
- Die Triebspitze ist offen. Sie ist starkwollig bis weißwollig-filzig behaart. Die Jungblätter sind nur schwachwollig behaart.
- Die mittelgroßen, dunkelgrünen Blätter sind fünflappig und mitteltief gebuchtet. Die Stielbucht ist V - förmig offen bis geschlossen, selten jedoch überlappend. Das Blatt ist spitz gesägt. Die Zähne sind im Vergleich zu anderen Rebsorten mittelweit gesetzt. Die Blattoberfläche (auch Spreite genannt) ist leicht blasig derb.
- Die kegelförmige Traube ist klein bis mittelgroß, meist geflügelt und lockerbeerig. Die leicht ovalen Beeren sind mittelgroß und rosafarben. Die Beeren verfügen über eine derbe Beerenhaut und haben im Geschmack eine leichte Muskatnote.

Die Rebsorte reift fast zeitgleich mit dem Gutedel und gilt somit im internationalen Vergleich  als früh reifend. Sie ist eine Varietät der Edlen Weinrebe (Vitis vinifera). Sie besitzt zwittrige Blüten und ist somit selbstfruchtend.
Die Sorte ist kaum anfällig gegen den Echten Mehltau, den Falschen Mehltau und die Grauschimmelfäule.

## Verbreitung
Die Rebflächen in Deutschland verteilten sich 2007 wie folgt auf die einzelnen Anbaugebiete:
| Weinbaugebiet           | Rebfläche (Hektar) |
| ----------------------- | ------------------ |
| Ahr                     | -                  |
| Baden                   | -                  |
| Franken                 | 1                  |
| Hessische Bergstraße    | -                  |
| Mittelrhein             | unter 0,5          |
| Mosel                   | unter 0,5          |
| Nahe                    | 1                  |
| Pfalz                   | 2                  |
| Rheingau                | unter 0,5          |
| Rheinhessen             | 16                 |
| Saale-Unstrut           | unter 0,5          |
| Sachsen                 | unter 0,5          |
| Stargarder Land         | -                  |
| Württemberg             | unter 0,5          |
| Gesamt Deutschland 2007 | 21                 |

Quelle: Rebflächenstatistik vom 13. März 2008, Statistisches Bundesamt, Wiesbaden 2008 in Beschreibende Sortenliste des Bundessortenamtes 2008, Seite 198ff.
Erfolgreicher ist der Wein hingegen in Südengland (Somerset und Kent); hier nimmt er die doppelte Anbaufläche ein. Auch in Brasilien, Italien, Kanada und Tschechien kommt die Rebe vor. Die mittelstark wachsende Rebe benötigt windgeschützte, sonnige Lagen. Sie ist dennoch ausreichend widerstandsfähig gegen Frost.

## Wein
Die Weißweine fallen blumig-würzig aus, etwas an Traminer erinnernd. Auch Assoziationen an "Rosenduft" und "Muskat" sind beschrieben.